# The Narrow Path (film 1916)
The Narrow Path è un film muto del 1916 diretto da Francis J. Grandon che è conosciuto anche con il nome The Danger Path.

## Trama
Bessie è una ragazza che vive nel Lower East Side, il quartiere più povero di New York. Rimasta orfana dopo che suo padre, ubriaco, ha ucciso la moglie per poi suicidarsi, Bessie, che vive danzando per le strade, un giorno viene messa sotto dall'automobile della signora Latham che raccoglie la ragazza per curarla. Guarita, Bessie comincia a lavorare come modella, attirando l'attenzione di Joseph Abrams, che la assume come ballerina nel suo cabaret. Ben presto la ragazza inizia una carriera sfolgorante che però provoca la gelosia della signora Latham che è innamorata di Martin, l'agente teatrale di Bessie. La donna vuole rovinare la reputazione di Bessie e, dopo aver fatto registrare in un albergo i due come marito e moglie, chiama il padre di Martin che, accorso per sorprendere i due, intima a Bessie di lasciare per sempre suo figlio. La ragazza gli obbedisce ma l'uomo poi si pente, rendendosi conto che i due sono veramente innamorati.

## Produzione
Il film fu prodotto dall'Universal Film Manufacturing Company (come Red Feather Photoplays).

## Distribuzione
Il copyright del film, richiesto dalla Universal Film Mfg. Co., Inc., fu registrato l'11 agosto 1916 con il numero LP8926. Distribuito dall'Universal Film Manufacturing Company, il film uscì nelle sale cinematografiche USA il 3 settembre 1916.
Non si conoscono copie ancora esistenti della pellicola che viene considerata presumibilmente perduta.